# Synagoga Moriah w Warszawie
Synagoga Moriah w Warszawie – nieistniejąca synagoga znajdująca się w Warszawie w podwórzu kamienicy przy ulicy Dzielnej 7.
Synagoga została zbudowana w 1908 roku z inicjatywy syjonistycznego Towarzystwa Moriah. Podczas II wojny światowej, w 1939 roku hitlerowcy zdewastowali synagogę. W 1940 roku znalazła się w granicach getta warszawskiego. 
20 maja 1941 roku władze niemieckie zezwoliły na otwarcie trzech synagog dla wiernych, w tym synagogę Moriah. W ciągu trzech miesięcy synagoga została gruntownie odnowiona.
6 września 1941 roku podczas uroczystego otwarcia modły odprawił były i obecny kantor Izrael Mowsza Rudnicki z chórem pod kierownictwem doktora Gutwerka, uroczystą mowę wygłosił rabin Goldsztejn oraz odczytano pismo powitalne wieloletniego kaznodziei Izaaka Nisenbauma. Mimo to synagoga borykała się z licznymi problemami finansowymi.
Na początku września 1942 roku na kamienicę i synagogę spadła bomba, poprzez co została doszczętnie zniszczona. Po zakończeniu wojny nie została odbudowana.